# Canoagem nos Jogos Olímpicos de Verão de 2024 - C-1 1000 m masculino
A competição do C-1 1000 m masculino da canoagem de velocidade nos Jogos Olímpicos de Verão de 2024 foi realizada no Estádio Náutico de Vaires-sur-Marne, na Ilha de França, em 7 e 9 de agosto de 2024. Um total de 25 canoístas de 21 Comitês Olímpicos Nacionais (CON) participaram do evento.

## Qualificação
Cada CON poderia qualificar dois barcos no C-1 1000 metros masculino. Um total de 29 vagas estavam disponíveis, alocadas através do Campeonato Mundial de Canoagem de Velocidade de 2023, torneios continentais (uma cada para Ásia, África, Europa, Américas e Oceania), além de vagas por realocação, universalidade ou convite.
As vagas de qualificação foram concedidas ao CON, não necessariamente aos canoístas que obtiveram as vagas.

## Formato
A canoagem de velocidade utiliza um formato de quatro fases para eventos com pelo menos 11 barcos, com eliminatórias, quartas de final, semifinais e finais. Os detalhes para cada fase dependem de quantos barcos estejam inscritos para a competição.
O percurso é um trajeto de águas tranquilas com 9 metros de largura. O nome do evento descreve o formato particular da canoagem de velocidade. O formato "C" significa uma canoa, na qual o canoísta fica ajoelhado e utiliza um único remo para remar e dirigir (em oposição ao caiaque, em que o canoísta fica sentado, utiliza dois remos e tem um leme operado pelo pé). O "1" é o número de canoístas em cada barco. Os "1000 metros" são a distância da prova.

## Calendário
Horário local (UTC+2)
| Dia         | Horário | Fase             |
| ----------- | ------- | ---------------- |
| 7 de agosto | 11:40   | Eliminatórias    |
| 7 de agosto | 14:40   | Quartas de final |
| 9 de agosto | 11:30   | Semifinais       |
| 9 de agosto | 13:40   | Finais           |

## Medalhistas
| Ouro   | CZE Martin Fuksa       |
| Prata  | BRA Isaquias Queiroz   |
| Bronze | MDA Serghei Tarnovschi |

## Resultados

### Eliminatórias
Os dois primeiros barcos em cada bateria avançam diretamente para as semifinais e os restantes para as quartas de final.
Bateria 1
| Pos. | Raia | Canoísta          | CON                             | Tempo   | Notas |
| ---- | ---- | ----------------- | ------------------------------- | ------- | ----- |
| 1    | 5    | Wiktor Głazunow   | POL Polônia                     | 3:48.40 | SF    |
| 2    | 6    | Zakhar Petrov     | AIN Atletas Individuais Neutros | 3:49.86 | SF    |
| 3    | 4    | José Ramón Pelier | CUB Cuba                        | 3:52.17 | QF    |
| 4    | 3    | Nicolae Craciun   | ITA Itália                      | 3:53.90 | QF    |
| 5    | 7    | Ji Bowen          | CHN China                       | 4:02.85 | QF    |

Bateria 2
| Pos. | Raia | Canoísta         | CON                               | Tempo   | Notas |
| ---- | ---- | ---------------- | --------------------------------- | ------- | ----- |
| 1    | 5    | Martin Fuksa     | CZE Chéquia                       | 3:50.39 | SF    |
| 2    | 4    | Isaquias Queiroz | BRA Brasil                        | 3:53.94 | SF    |
| 3    | 3    | Fernando Jorge   | EOR Equipe Olímpica de Refugiados | 3:54.90 | QF    |
| 4    | 7    | Dániel Fejes     | HUN Hungria                       | 3:56.00 | QF    |
| 5    | 6    | Pablo Crespo     | ESP Espanha                       | 4:05.05 | QF    |

Bateria 3
| Pos. | Raia | Canoísta          | CON             | Tempo   | Notas  |
| ---- | ---- | ----------------- | --------------- | ------- | ------ |
| 1    | 4    | Cătălin Chirilă   | ROU Romênia     | 3:44.75 | OB, SF |
| 2    | 5    | Adrien Bart       | FRA França      | 3:46.93 | SF     |
| 3    | 7    | Carlo Tacchini    | ITA Itália      | 3:59.59 | QF     |
| 4    | 3    | Sergey Yemelyanov | KAZ Cazaquistão | 4:05.31 | QF     |
| 5    | 6    | Pavlo Altukhov    | UKR Ucrânia     | 4:11.32 | QF     |

Bateria 4
| Pos. | Raia | Canoísta            | CON              | Tempo   | Notas |
| ---- | ---- | ------------------- | ---------------- | ------- | ----- |
| 1    | 4    | Serghei Tarnovschi  | MDA Moldávia     | 3:49.27 | SF    |
| 2    | 5    | Connor Fitzpatrick  | CAN Canadá       | 3:50.79 | SF    |
| 3    | 7    | Mateus Nunes Bastos | BRA Brasil       | 3:52.60 | QF    |
| 4    | 3    | Lai Kuan-chieh      | TPE Taipé Chinês | 4:01.26 | QF    |
| 5    | 6    | Ghailene Khattali   | TUN Tunísia      | 4:23.05 | QF    |

Bateria 5
| Pos. | Raia | Canoísta             | CON          | Tempo   | Notas |
| ---- | ---- | -------------------- | ------------ | ------- | ----- |
| 1    | 5    | Sebastian Brendel    | GER Alemanha | 3:45.48 | SF    |
| 2    | 7    | Liu Hao              | CHN China    | 3:45.85 | SF    |
| 3    | 4    | Balázs Adolf         | HUN Hungria  | 3:48.21 | QF    |
| 4    | 6    | Mohammad Nabi Rezaei | IRI Irã      | 4:10.36 | QF    |
| 5    | 3    | Benilson Sanda       | ANG Angola   | 4:11.40 | QF    |

### Quartas de final
Os dois primeiros barcos em cada bateria avançam para as semifinais; os restantes são eliminados.
Quartas de final 1
| Pos. | Raia | Canoísta             | CON         | Tempo   | Notas |
| ---- | ---- | -------------------- | ----------- | ------- | ----- |
| 1    | 6    | Dániel Fejes         | HUN Hungria | 3:47.88 | SF    |
| 2    | 5    | José Ramón Pelier    | CUB Cuba    | 3:49.41 | SF    |
| 3    | 7    | Pavlo Altukhov       | UKR Ucrânia | 3:51.58 |       |
| 4    | 3    | Mohammad Nabi Rezaei | IRI Irã     | 3:52.41 |       |
| 5    | 4    | Mateus Nunes Bastos  | BRA Brasil  | 4:08.50 |       |

Quartas de final 2
| Pos. | Raia | Canoísta        | CON              | Tempo   | Notas |
| ---- | ---- | --------------- | ---------------- | ------- | ----- |
| 1    | 5    | Carlo Tacchini  | ITA Itália       | 3:49.15 | SF    |
| 2    | 3    | Pablo Crespo    | ESP Espanha      | 3:50.24 | SF    |
| 3    | 4    | Nicolae Craciun | ITA Itália       | 3:53.13 |       |
| 4    | 6    | Lai Kuan-chieh  | TPE Taipé Chinês | 3:58.79 |       |
| 5    | 7    | Benilson Sanda  | ANG Angola       | 4:12.73 |       |

Quartas de final 3
| Pos. | Raia | Canoísta          | CON                               | Tempo   | Notas |
| ---- | ---- | ----------------- | --------------------------------- | ------- | ----- |
| 1    | 5    | Balázs Adolf      | HUN Hungria                       | 3:53.65 | SF    |
| 2    | 3    | Ji Bowen          | CHN China                         | 3:56.36 | SF    |
| 3    | 6    | Sergey Yemelyanov | KAZ Cazaquistão                   | 3:59.68 |       |
| 4    | 4    | Fernando Jorge    | EOR Equipe Olímpica de Refugiados | 4:06.63 |       |
| 5    | 7    | Ghailene Khattali | TUN Tunísia                       | 4:28.44 |       |

### Semifinais
Os quatro primeiros barcos em cada bateria avançam para a Final A; os restantes avançam para a Final B.
Semifinal 1
| Pos. | Raia | Canoísta           | CON          | Tempo   | Notas |
| ---- | ---- | ------------------ | ------------ | ------- | ----- |
| 1    | 3    | Sebastian Brendel  | GER Alemanha | 3:44.78 | FA    |
| 2    | 6    | Isaquias Queiroz   | BRA Brasil   | 3:44.80 | FA    |
| 3    | 5    | Wiktor Głazunow    | POL Polônia  | 3:45.30 | FA    |
| 4    | 7    | Carlo Tacchini     | ITA Itália   | 3:45.42 | FA    |
| 5    | 4    | Cătălin Chirilă    | ROU Romênia  | 3:45.78 | FB    |
| 6    | 1    | José Ramón Pelier  | CUB Cuba     | 3:46.37 | FB    |
| 7    | 8    | Ji Bowen           | CHN China    | 3:46.48 | FB    |
| 8    | 2    | Connor Fitzpatrick | CAN Canadá   | 3:56.31 | FB    |

Semifinal 2
| Pos. | Raia | Canoísta           | CON                             | Tempo   | Notas  |
| ---- | ---- | ------------------ | ------------------------------- | ------- | ------ |
| 1    | 4    | Martin Fuksa       | CZE Chéquia                     | 3:44.69 | OB, FA |
| 2    | 5    | Serghei Tarnovschi | MDA Moldávia                    | 3:45.33 | FA     |
| 3    | 3    | Zakhar Petrov      | AIN Atletas Individuais Neutros | 3:45.99 | FA     |
| 4    | 8    | Balázs Adolf       | HUN Hungria                     | 3:46.61 | FA     |
| 5    | 7    | Dániel Fejes       | HUN Hungria                     | 3:47.83 | FB     |
| 6    | 6    | Adrien Bart        | FRA França                      | 3:49.56 | FB     |
| 7    | 2    | Liu Hao            | CHN China                       | 4:01.95 | FB     |
| 8    | 1    | Pablo Crespo       | ESP Espanha                     | 4:03.04 | FB     |

### Finais
Na Final A são decididos os medalhistas.
Final B
| Pos. | Raia | Canoísta           | CON         | Tempo   | Notas |
| ---- | ---- | ------------------ | ----------- | ------- | ----- |
| 9    | 5    | Cătălin Chirilă    | ROU Romênia | 3:47.48 |       |
| 10   | 3    | José Ramón Pelier  | CUB Cuba    | 3:48.58 |       |
| 11   | 4    | Dániel Fejes       | HUN Hungria | 3:50.22 |       |
| 12   | 8    | Pablo Crespo       | ESP Espanha | 3:50.54 |       |
| 13   | 2    | Liu Hao            | CHN China   | 3:52.25 |       |
| 14   | 1    | Connor Fitzpatrick | CAN Canadá  | 3:52.46 |       |
| 15   | 7    | Ji Bowen           | CHN China   | 3:58.13 |       |
| 16   | 6    | Adrien Bart        | FRA França  | 3:59.82 |       |

Final A
| Pos.              | Raia | Canoísta           | CON                             | Tempo   | Notas |
| ----------------- | ---- | ------------------ | ------------------------------- | ------- | ----- |
| Medalha de ouro   | 4    | Martin Fuksa       | CZE Chéquia                     | 3:43.16 | OB    |
| Medalha de prata  | 3    | Isaquias Queiroz   | BRA Brasil                      | 3:44.33 |       |
| Medalha de bronze | 6    | Serghei Tarnovschi | MDA Moldávia                    | 3:44.68 |       |
| 4                 | 2    | Zakhar Petrov      | AIN Atletas Individuais Neutros | 3:45.28 |       |
| 5                 | 1    | Carlo Tacchini     | ITA Itália                      | 3:48.97 |       |
| 6                 | 7    | Wiktor Głazunow    | POL Polônia                     | 3:49.05 |       |
| 7                 | 8    | Balázs Adolf       | HUN Hungria                     | 3:49.83 |       |
| 8                 | 5    | Sebastian Brendel  | GER Alemanha                    | 3:51.44 |       |